# Mince and Tatties

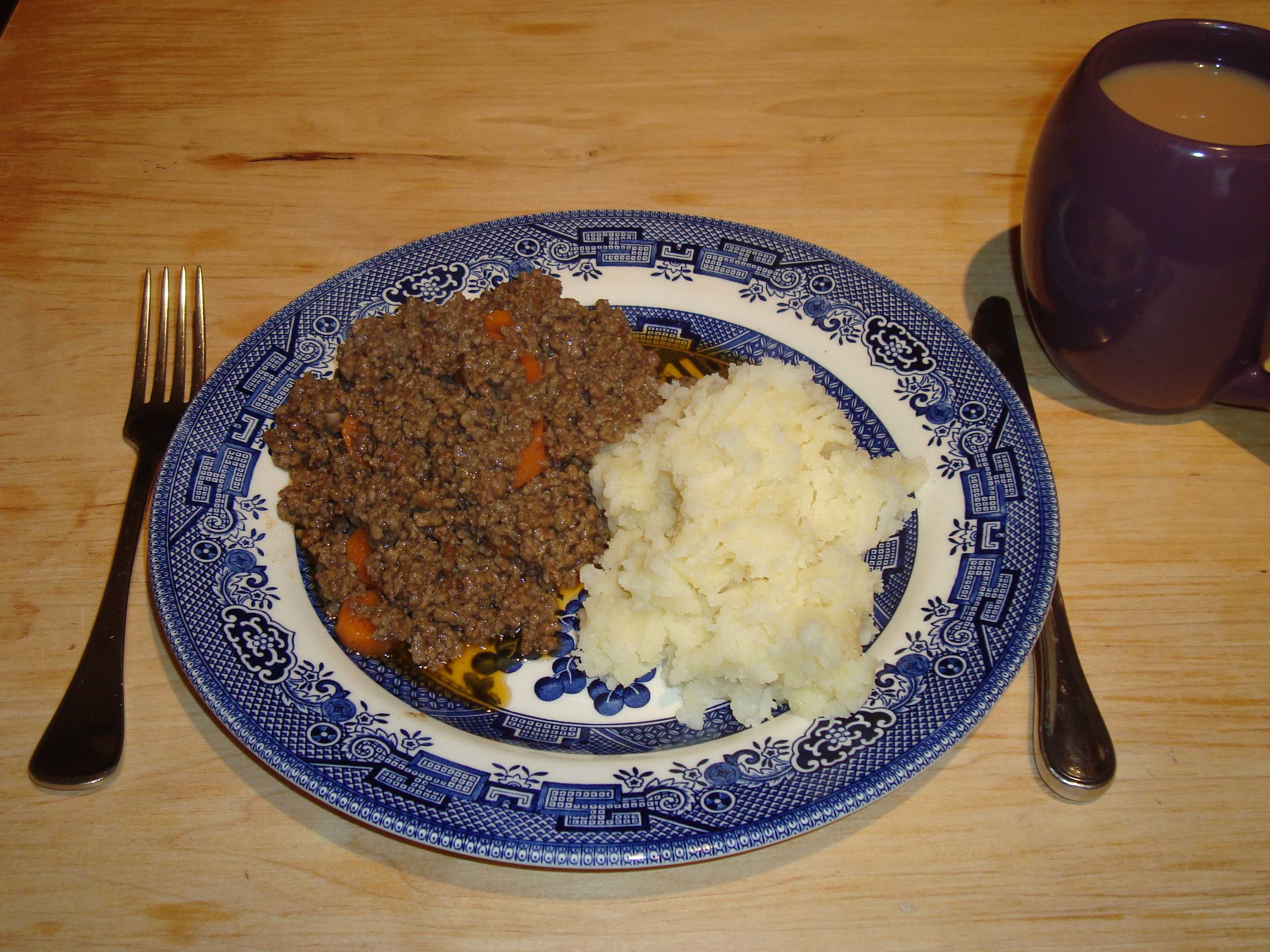
Eine Portion Mince and Tatties

Mince and Tatties ist ein beliebtes schottisches Gericht, das hauptsächlich aus Rinderhackfleisch, Gemüse und Kartoffelpüree besteht. Manchmal kann es Verdickungsmittel enthalten. Es gilt auch als traditionelle Schulspeisung. In jüngerer Zeit wurde versucht, das Gericht zu modernisieren.

## Zubereitung
Ein festes Rezept für Mince and Tatties gibt es nicht. Im Wesentlichen besteht das Gericht aus unterschiedlichen Mengen an Rinderhackfleisch, Zwiebeln, Karotten oder anderem Wurzelgemüse, Gewürzen und Brühe. Einige Köche fügen Verdickungsmittel wie Mehl, Haferflocken oder Maismehl hinzu.

## Geschichte
Trotz der Bedenken, dass die Briten keine traditionellen Gerichte mehr essen, bleiben Mince and Tatties in Schottland weiterhin beliebt. Eine Umfrage des Scottish Daily Express aus dem Jahr 2009 ergab, dass es das beliebteste schottische Gericht ist, wobei ein Drittel der Befragten angab, dass sie einmal pro Woche Mince and Tatties essen. Damit lag es vor anderen Gerichten wie Räucherlachs, Haggis, Scotch pies und Scotch Broth. In Tobermory auf der Isle of Mull findet jährlich ein Wettbewerb statt, bei dem das beste Mince and Tatties ermittelt wird.
Mince and Tatties sind ein klassisches Gericht von Schulkantinen. In den letzten Jahren gab es Versuche, das Gericht zu modernisieren. Dies führte u. a. dazu, dass es 2012 auf der Liste des Time Out-Magazins unter den 100 besten in London erhältlichen Gerichten erschien. Die Version aus dem Townhouse-Restaurant in der Dean Street wurde in den britischen Teil der Liste aufgenommen.